# Greaser
Greasers (slovo "grease" slangově v angličtině znamená pomáda) jsou členy subkultury vzniklé v 50. letech ve Spojených státech amerických, především na východě a jihu země. Název pochází od jejich napomádovaných či nagelovaných účesů. Subkultura byla spojována s pouličními gangy převážně dělnické mládeže, která ji vnímala jako symbol revolty a sdílela zálibu ve speciálně upravených automobilech a pořádání ilegálních závodů. Populární subkultura se odrazila i v umění, například v muzikálu Pomáda (který byl v roce 1978 zfilmován), v sitcomu Happy Days nebo v počítačové hře Mafia II. 
Subkultura greaserů, vnímaná jako velmi americký fenomén, měla mnoho ekvivalentů po celém světě. Ve Velké Británii se prosadila subkultura rockerů, ve Francii Blousons noirs (tzn. Černé bundy), v Německu
Halbstarker atd.

## Móda

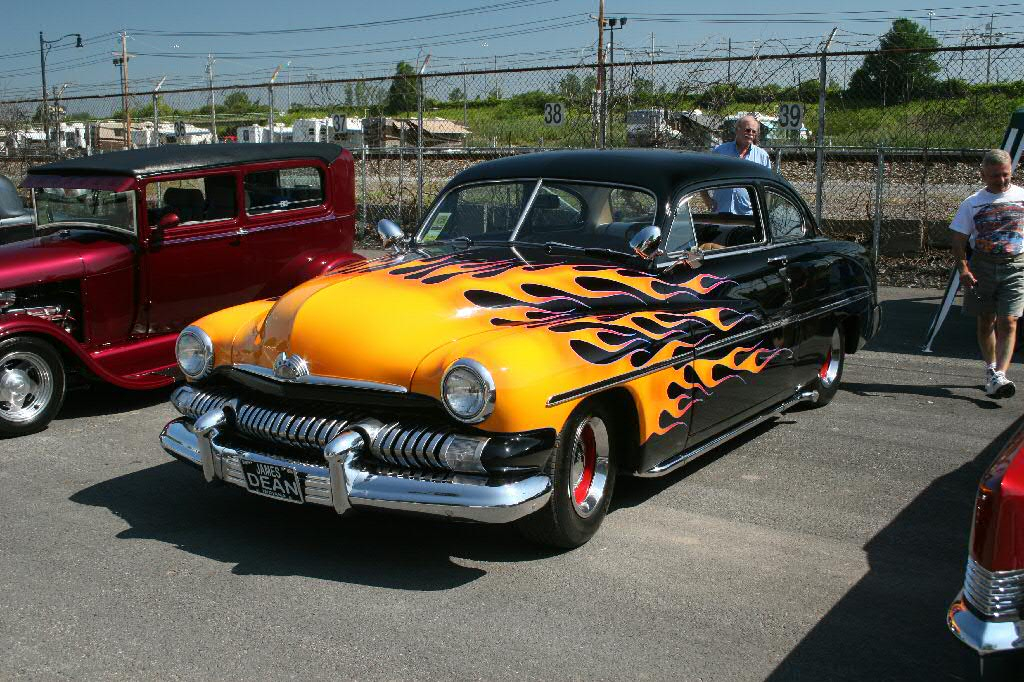
Speciálně upravený automobil Mercury Eight

Oblečení obvykle nošené greasery zahrnovalo: různé druhy triček (např. "Sir Guy", "Daddy-O", límečkové tričko aj.), černou koženou bundu, modré nebo černé džíny značky Levi´s. Na nohou se s oblibou nosily motorkářské boty (tzv. harness boots), případně také vojenské, kovbojské či sportovní (Chuck Taylor All-Stars) boty. Oblíbeným doplňkem byl šátek. Častou zbraní byl vystřelovací nůž.
Na hlavách se nosily módní účesy pompadour nebo duck's ass. Ke konci padesátých let přibylo tetování.
Subkultura byla hudebně spojená s rock 'n' rollem a s rockabilly.